# Ronald Weinberger

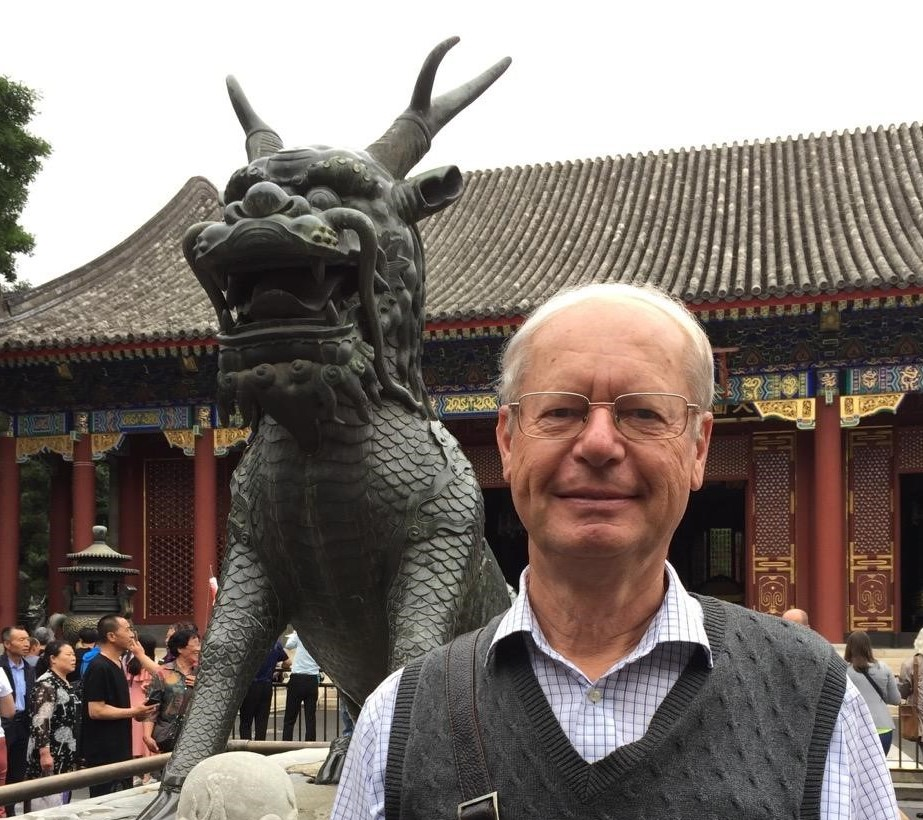
Ronald Weinberger (2017)

Ronald Weinberger (* 31. Mai 1948 in Bad Schallerbach, Oberösterreich) ist ein österreichischer Astronom und Schriftsteller.

## Leben
Ronald Weinberger besuchte das Bundesrealgymnasium Wels, studierte ab 1967 an der Universität Wien Astronomie (Nebenfach Physik) und promovierte dort Ende 1972. Von 1973 bis 1976 war er wissenschaftlicher Mitarbeiter am Max-Planck-Institut für Astronomie in Heidelberg. Von 1977 bis zum Pensionsantritt im Dezember 2011 war Weinberger an der Universität Innsbruck am Institut für Astronomie (heute Institut für Astro- und Teilchenphysik) als Fachastronom tätig. 1983 wurde er habilitiert, 1992 zum tit. ao. Universitätsprofessor ernannt. Er wirkte als Institutsvorstand von 1999 bis 2003 und als Vorstandsmitglied von 2000 bis 2006 in der Astronomischen Gesellschaft.
Früher als die Mehrzahl der an österreichischen Universitäten tätigen Wissenschaftler wurde Weinberger in der Öffentlichkeitsarbeit aktiv. Nicht nur in seinem Fach, sondern auch als Medienbeauftragter der damaligen Naturwissenschaftlichen Fakultät der Universität Innsbruck gelang ihm eine Sensibilisierung für diese heute unverzichtbare Außendarstellung der Universitäten.
Als Schriftsteller betätigt sich Weinberger ab 2008, wobei er das Verfassen humorvoller, teils schräger, Lyrik in Reimen präferiert. Kurzgedichte und Aphorismen aus seinem 2016 erschienenen Lyrikbüchlein 199+1 absurde & alberne Reime erlangten ab Jahresanfang 2020 österreichweit Bekanntheit, da sie vom Fahrgast-TV-Sender INFOSCREEN Austria (Tagesreichweite, laut Media-Analyse 2018/19, über 800.000 Personen) häufig ausgestrahlt wurden.

## Forschungen und Tätigkeiten
Als Wissenschaftler
Weinberger arbeitete in Heidelberg vor allem in der damals im Werden begriffenen Infrarotastronomie, die für das Verstehen der Sternentstehung erforderlich ist. Während dieser 4 Jahre, aufgrund eigener Initiative, begann er zudem auf dem seinerzeit besten international verfügbaren Himmelskartenmaterial, dem Palomar Observatory Sky Survey (POSS), eine systematische wissenschaftliche Durchmusterung nach bisher unentdeckt gebliebenen nichtstellaren Himmelsobjekten. Aus ihr resultierte eine Anzahl von Objekten aus den Kategorien Planetarischer Nebel (d. h. Nebel um sterbende Sterne) und an unerwarteten Stellen durch unsere Milchstraße hindurch schimmernde Galaxien.
Während seiner gesamten späteren Berufslaufbahn an der Universität Innsbruck legte Weinberger sein Hauptaugenmerk auf die genannten 2 Kategorien. Er initiierte dazu eine jahrelang andauernde, von mehreren Kollegen und ihm vorgenommene genaue Durchmusterung des POSS und zusätzlichen Materials, die zu über 100 neuentdeckten Planetarischen Nebeln, tausenden der oben erwähnten Galaxien, sowie einigen selten anzutreffenden Himmelsobjekten führte. Eine Reihe der interessantesten Neuentdeckungen wurde sodann an diversen Observatorien näher untersucht.
Folgen der in Innsbruck erfolgreich betriebenen Entdeckung von und Forschung an Planetarischen Nebeln (PN) waren insbesondere:
1. Die (für Österreich erstmalige) Austragung eines hochrangigen Symposiums der International Astronomical Union 1992 in Innsbruck;[14]
2. eine Einladung zu einem Übersichtsartikel im Wissenschaftsjournal Science[15] und
3. die dauerhafte Bezeichnung der in Innsbruck aufgefundenen PN mit Abkürzungen der Namen der Entdecker, z. B. We 1–10[16] (auch „Weinberger 1-10“ genannt), PuWe 1[17], HDW 3[18] u. v. m. durch die astronomische scientific community. Auch die anfangs von Weinberger entdeckten zirka 200 speziellen Galaxien fanden als „Weinberger galaxies“ Eingang in die Fachliteratur[19].

Als Schriftsteller
Von den Sach- und Lyrikbüchern wurde insbesondere das 2012 veröffentlichte Sachbuch „Ist unsere Zeitrechnung noch zeitgemäß?“ in mehreren österreichischen Medien ausführlich kommentiert. Ein mit Sprachwitz gewürztes Sachbuch über das Hygieneverhalten von Männern erschien, unter dem Pseudonym Uri Har, im Sommer 2020. Über 100 skurrile sowie kosmisch-komische Reime wurden im Februar 2022 in Weinbergers Buch „Irrlichternde Gedichte“ veröffentlicht. Im September 2022 erschien sein Buch „Die Astronomie und der liebe Gott“ mit dem wohlerwogenen Untertitel „Sündige Gedanken eines vormaligen Naturwissenschaftlers“. Im literarischen Blog namens schoepfblog.at erschienen ab Ende 2020 von Weinberger dutzende Artikel, die eine breite Themenpalette abdecken.

## Auszeichnungen
- 1987 Preis der Landeshauptstadt Innsbruck für wissenschaftliche Forschung
- 1989 Kulturpreis des Landes Oberösterreich für Wissenschaften
- 1997 Ehrenzeichen für Wissenschaft der Gemeinde Bad Schallerbach
- 1999 Liechtenstein-Preis für wissenschaftliche Forschung

## Literarische Publikationen
Bücher (Auswahl):
- Geometrische Gedichte. Berenkamp, Hall in Tirol 2008, ISBN 978-3-85093-916-4.
- Sticheleien. 28 lachhafte Reimereien. Berenkamp, Hall in Tirol 2010, ISBN 978-3-85093-918-8.
- 199+1 absurde & alberne Reime. Ein Alphorn und ein Kanapee, die flogen über’n Achensee. Studia Universitätsverlag, Innsbruck 2016, ISBN 978-3-903030-27-5.
- (Unter dem Pseudonym Uri Har) Am Pissoir ist Hygiene rar. Handhabungen beim kleinen Geschäft. BoD, Norderstedt 2020, ISBN 978-3-7504-3609-1.
- Irrlichternde Gedichte. Verlag Hannes Hofinger, St. Johann in Tirol 2022, ISBN 978-3-9505074-2-3.
- Die Astronomie und der liebe Gott. Verlag Hannes Hofinger, St. Johann in Tirol 2022, ISBN 978-3-9505074-5-4.